# Степанов Пилип Петрович
Степанов Пилип Петрович — учасник російсько-турецької війни, статський радник, дійсний статський радник, камергер Царського двору, прокурор Московської Синодальної контори, член правління Братства Воскресіння Христового, почесний опікун, перший публікатор Протоколів сіонських мудреців .

## Біографія

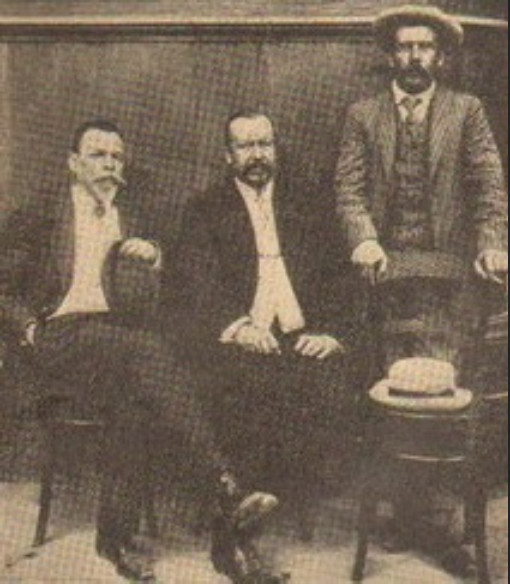
У центрі — Ф. П. Степанов, ліворуч — директор синодального хору А. Д. Кастальський, праворуч — ректор Н. М. Даніліна

Народився 3 липня 1857 а. Син російського генерала царсько-сільського коменданта Степанова, Петра Олександровича, онук російського письменника, першого губернатора Єнісейської губернії, губернатора Саратовської губернії, краєзнавця Степанова, Олександра Петровича, племінник російського художника-карикатуриста Степанова, Миколи Олександровича. Старший брат Степанова, Степанов, Михайло Петрович — учасник війни російсько-турецької війни 1877–1878 років, полягав у Рущукский загін. У 1882 році став одним із членів-засновників Імператорського православного палестинського товариства, секретар (1882–1889) товариства, очолюваного великим князем Сергієм Олександровичем. З 13 серпня 1876 Філіп — камер-паж. За першим розрядом проведений в старші корнети 12-го гусарського Олександрійського полку. Разом з полком брав участь у справах Рущукского загону під час російсько-турецької війни, згодом нагороджений орденом Святої Анни 4-го ступеня.
Після закінчення кампанії Пилип Петрович був переведений корнетом у Лейб-гвардійський кірасирський Його Величності полк зі старшинством з дня виробництва. У 1880 році Філіп вступив в Миколаївську інженерну академію, після закінчення курсу в якій з штаб-ротмістра гвардії перейменований у військові інженер-капітани і призначений до Варшави, на споруду фортів на лівому березі річки Вісли.
У Варшаві Пилип Петрович прослужив до 1893 року і в цей час нагороджений орденом Святого Станіслава 3 ступеня. У травні 1890 року Степан Петрович вийшов у відставку і вступив штатним інженером в Міністерство Шляхів Сполучення, з призначенням помічником начальника ділянки на Поліських залізницях (на станцію Рівне).
У січня 1891 року переведений на посаду начальника дільниці Самаро-Златоустівської залізниці, спочатку на станцію Міньяр, а потім в 1892 році на станцію Уфа. У листопаді 1893 року переведений на ту ж посаду на Московсько-Київську залізницю, спочатку на станцію Мценськ, а в 1895 році на станцію Орел. 1 січня 1895 призначений складатися начальником 6-ї дільниці служби колії Московсько-Курської залізниці на станції Орел.
За словами Степанова, в 1895 році предводитель дворянства Чернського повіту (згодом ставропольський віце-губернатор) Сухотін Олексій Миколайович, який проживав в ці роки в своїй садибі Медведки (Медвежка) в двох верстах від Черні передав йому Протоколи Сіонських Мудреців.

З показанні Пилипа Петровича 

У 1895 році мій сусід по маєтку Тульської губернії відставний майор Олексій Миколайович Сухотін передав мені рукописний примірник «Протоколів Сіонських Мудреців». Він мені сказав, що одна його знайома дама (не назвав мені її), що проживала в Париж е, знайшла їх у свого приятеля (здається з євреїв), і, перед тим, щоб залишити Париж, таємно від нього перевела їх, і привезла цей переклад, в одному примірнику, в Росію і передала цей екземпляр йому — Сухотина.
Я спочатку віддрукував його в ста примірниках на гектограф е, але це видання виявилося важко читаним і я вирішив надрукувати його в який-небудь друкарні, без вказівки часу, міста і друкарні; зробити це мені допоміг Аркадій Іполитович Келлеповскій, що складався тоді чиновником особливих доручень при Великий князь Сергій Олександрович; він дав їх надрукувати Губернської Друкарні; це було в 1897 рік у. С. А. Нілус передрукував ці протоколи повністю в своєму творі, зі своїми коментарями.

В даний час цей документ зберігається в архіві Свято-Троїцького монастирі (Джорданвіллі, США).
Фактичних підтверджень слів Степанова немає, згадані ним видання досі не виявлені. Заява Степанова вважається одним з важливих документів з історії протоколів як прихильниками автентичності, так і критиками .
У листопада 1897 року Степанов приніс протоколи великій княгині Єлизаветі Федорівні, рідній сестрі дружини Миколи II. Княгиня В. Ф. Голіцина, згадуючи чуте нею від батька, стверджувала, що рукопис «Сіонських протоколів», отримана її батьком від Сухотина, була російською мовою; що перше видання, на правах рукопису, без вказівки друкарні, де воно друкувалося, було теж російською мовою; що, ймовірно, рукопис, отримана її батьком, і була тою справжні рукописи, яку Сухотін отримав від анонімної дами, причому невідомо, чи була вона попередньо переведена на російську мову з іншої мови; що С. А. Нілус отримав від її батька ту ж саму російську рукопис, яку раніше її батько отримав від Сухотина.

У 1901 році брав участь у перетворенні училища в вищу школу церковного співу З 1906 і по 1917 рік прокурор Синодальної контори (Москва, 1906–1917), керуючий Синодальним училищем і Синодальним хором. 17 червня 1907 Степанов призначений спостерігачем Церковно парафіяльних шкіл . В училищі Степанов отримав кличку Філя. 13 липня 1908 брав участь в освяченні нового храму на Соловецьких островах . У 1910 році за височайшим повелінням увійшов до складу виконавчої комісії по ремонту та реставрації Великого Московського Успенського собору . Навесні 1910 року в Кремлі в Успенському соборі було скоєно нечуване по зухвалості пограбування. Степанов по слідах пограбування написав рапорт: 
 З 1884 року службовці особи (крім протопресвітера) підпорядковані вже не конторі, а Митрополиту Московському, який хоча всі справи їх по колишньому направляє в контору, але природно, що члени її, не визнаючи за собою права вирішення таких справ, надають всі вирішального голосу самого митрополита, як не посереднього начальника, при чому така роздвоєність влади не може не відбитися на поведінці соборних службовців, не відчувають над собою прямий єдиної влади. 
 У тому ж 1910 році під пріседательством Степанова за особистим розпорядженням Імператора Миколи II була створена Синодальна комісія з питань церковного співу Життєвий шлях і творча спадщина ієромонаха Троїце-Сергієвої Лаври Натанаїла (Бачкаї). При повному сприянні Степанова зроблено було розширення музично-теоретичних та регентських предметів в училищі, а хор став набувати європейську популярність . Так в 1911 році разом з викладачем Сіноідального училища Кастальським Олександром Дмитровичем Степанов поїхав на закордонні гастролі по Європі .23 лютого 1914 брав участь в першій нараді у справі про 25 імяславцах, підлягають суду Московської Синодальної контори . Лютневу революцію зустрів з радістю виступаючи перед своїми учнями він сказав: 
 Лютнева революція це тільки початок, попереду багато важливих історичних подій і, що ми всі повинні бути готові до випробувань і праці. 
 Однак незабаром його справи пішли погано і після Жовтневої революції Пилип Петрович перебрався в Сочі до композитора і диригента Шмельову Івану Олександровичу, який проживав в Сочі з 1901 року і викладав там музику. Їдучи з Петербурга він просив щоб його друзі писали йому на ім'я Шмельова. Деякий час він проживав в його будинку, разом вони поставили дитячу оперу. Спочатку 1920рр переїхав до Югославії. Помер в Белграді в січні 1933 року .

## Родина
- Брат Пилипа Петровича — Степанов Михайло Петрович (10.02.1853 р. — 1917 р.), учасник російсько-турецької війни.
- Дружина — Рідель, Надія Іванівна (1865 -?).
- Діти:
  - Віра (10 травня 1885, помер 10 березня 1954 року),
  - Микола — великий православний дослідник масонства зі світовим ім'ям (1886–1981),
  - Марина (1887 рік, Новосибірська область, репресована в 1931 році) ,
  - Петро (1891 -?).
- Правнук Пилипа Петровича — князь Володимир Кирилович Голіцин (р. 29 січня 1942) є старостою Знам'янського синодального собору в Нью-Йорку

## Праці
- Доповідь прокурора Синодальної контори Ф. П. Степанова про заснування іконописної палати при Донському монастирі імені Селезньова, в день освячення палати 22 листопада 1908: крат. нарис виникнення іконопису. палати Санкт-Петербург: Синод. тип., 1908.